# ماكسين نيومان
ماكسين نيومان (بالإنجليزية: Maxine Newman)‏ هي منافسة ألعاب القوى بريطانية، ولدت في 15 ديسمبر 1970.

## وصلات خارجية
- ماكسين نيومان على موقع الاتحاد الدولي لألعاب القوى (الإنجليزية)
- ماكسين نيومان على موقع أوليمبيديا (الإنجليزية)